# The Promise (Michael Pinder)
The Promise è un disco di Michael Pinder, tastierista e voce del gruppo rock inglese dei Moody Blues, pubblicato nel 1976.

## Tracce
1. Free As A Dove
2. You'll Make It Through
3. I Only Want To Love You
4. Someone To Believe In
5. Carry On
6. Untitled Track (Instrumental)
7. Message
8. The Seed
9. The Promise
10. Untitled Track
11. Untitled Track